# Emigrant Pass (Nevada)
Der Emigrant Pass ist ein Gebirgspass im Eureka County im US-Bundesstaat Nevada. Im 19. Jahrhundert verlief der California Trail über die Emigrant Hills im nördlichen Eureka County und erreichte am Emigrant Pass die Höhe von 1867 m. Heute folgt die Interstate 80 der Route des California Trails über den Pass.